# Enoplometopus holthuisi
Enoplometopus holthuisi är en kräftdjursart som beskrevs av Gordon 1968. Enoplometopus holthuisi ingår i släktet Enoplometopus och familjen Enoplometopidae. IUCN kategoriserar arten globalt som otillräckligt studerad. Inga underarter finns listade i Catalogue of Life.